# Ernst Honigmann (Byzantinist)
Ernst Reinhard Wolfgang Honigmann, der Vorname auch Ernest (* 8. August 1892 in Breslau; † 30. Juli 1954 in Brüssel) war ein deutscher Byzantinist.

## Leben

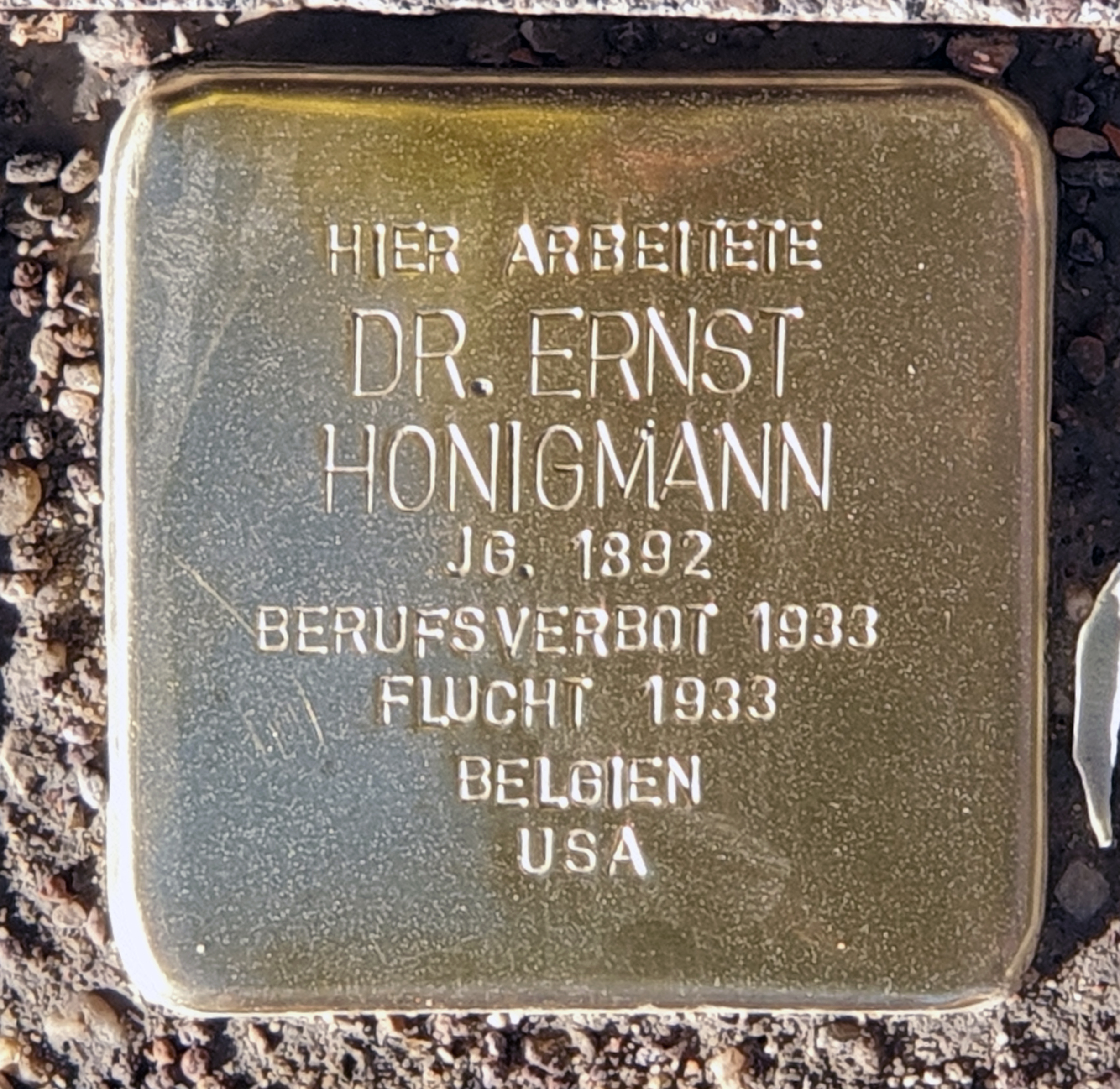
Stolperstein am Haus, Unter den Linden 8, in Berlin-Mitte

Nach dem Besuch des Johannes-Gymnasiums in Breslau bis zum Abitur 1911 studierte Ernst Honigmann von 1911 bis 1917 Geschichte, Geographie und orientalische Sprachen an den Universitäten Breslau und Freiburg, unterbrochen 1914 bis 1916 durch Teilnahme am Ersten Weltkrieg. Ab 1917 arbeitete er im höheren Schuldienst. 1920 wurde er in Breslau promoviert. 1920 trat er als Volontär in die Staats- und Universitätsbibliothek Breslau ein, wurde 1922 zum Bibliotheksassistenten, 1925 zum Bibliothekar, 1927 zum Bibliotheksrat ernannt. 1931 wechselte er als Bibliotheksrat an die Staatsbibliothek zu Berlin. 1933 wurde er als Jude nach dem Gesetz zur Wiederherstellung des Berufsbeamtentums entlassen.
Danach übersiedelte er 1933 nach Belgien, wo er von 1934 bis 1940 als Wissenschaftler am Institut de Philologie et d'Histoire Orientales et Slaves der Université libre de Bruxelles bei Henri Grégoire arbeitete. Der Einmarsch der deutschen Truppen in Belgien zwang ihn 1940, über Südfrankreich in die Vereinigten Staaten zu emigrieren. 1946 kehrte er an die Universität Brüssel zurück, wo er 1949 zum Maître de conférences, 1953 zum Professor ernannt wurde. Seit Dezember 1946 war er Mitglied der Königlichen Akademie von Belgien.
Ernst Honigmann war einer der führenden Byzantinisten seiner Zeit. Er beschäftigte sich besonders mit der historischen Topografie und Geschichte des byzantinischen Reiches und mit der Kirchengeschichte. Für Paulys Realencyclopädie der classischen Altertumswissenschaft (RE) verfasste er über 400 Artikel.

## Gedenken
Am 8. Oktober 2022 wurde vor seiner ehemaligen Arbeitsstätte, der Staatsbibliothek zu Berlin, Unter den Linden 8, ein Stolperstein für ihn verlegt.

## Schriften (Auswahl)
- Historische Topographie von Nordsyrien im Altertum. Leipzig 1923 (erweiterte Fassung der Dissertation, Breslau 1920).
- Die sieben Klimata und die poleis episēmoi. Eine Untersuchung zur Geschichte der Geographie und Astrologie im Altertum und Mittelalter. Heidelberg 1929 (siehe Klima (Historische Geographie)).
- Die Ostgrenze des Byzantinischen Reiches von 363 bis 1071 nach griechischen, arabischen, syrischen und armenischen Quellen. Brüssel 1935.
- Le Synekdèmos d’Hiéroklès et l’opuscule géographique de Georges de Chypre. Brüssel 1939.
- The original lists of the members of the Council of Nicaea, the Robber-Synod and the Council of Chalcedon. In: Byzantion 16 (1942), S. 20–80.
- The Lost end of Menander’s Epitrepontes. Brüssel 1950.
- Patristic Studies. Rom 1953.
- mit André Maricq: Recherches sur les Res Gestae Divi Saporis (= Académie Royale de Belgique, Mémoire de la Classe des Lettres. Band 47, Faszikel 4). Palais des Académies, Brüssel 1953.
- Trois mémoires posthumes d’histoire et de géographie de l’Orient Chrétien. Brüssel 1961.